# Les Terres-de-Chaux
 Les Terres-de-Chaux  es una población y comuna francesa, en la región de Franco Condado, departamento de Doubs, en el distrito de Montbéliard y cantón de Saint-Hippolyte.
Se constituyó en 1969 al fusionarse las antiguas comunas de Chaux-les-Châtillon, Châtillon-sous-Maîche, Courcelles-les-Châtillon y Neuvier. Bajo el Antiguo Régimen, estas poblaciones dependían del señorío de Châtillon-sous-Maîche.

## Demografía
| 182 | 185 | 148 | 132 | 128 | 116 |
| Para los censos de 1962 a 1999 la población legal corresponde a la población sin duplicidades (Fuente: INSEE [Consultar]) |     |     |     |     |     |